# Маскерата
Маскерата је покладна песма, односно песма која се пева у време каренавала; изводи је на улици или у грађанској кући младић или група младића, обично припадници једног цеха. По правилу су маскирани у одећу карактеристичну за занат који обављају, или пак као представници неке професије, па и неке фиктивне категорије (лекари, фратри, најамнички војници, страни трговци, робиње, обућари, вртари, кројачи, пастири, музичари, странци и сл.). Композиција тих песама обично се састоји од кратког увода у којем се певач / певачи представљају, иза којег може да уследи похвала града, затим маске нуде своје услуге, а у опису свог заната врло често кроз сасвим провидну алегорију позивају на телесну љубав.

## Врсте маскерата

### Салонска маскерата
Изводи се у грађанској кући, пред одабраним друштвом и по правилу је пристојнијег садржаја и тона од других врста маскерата.

### Улична маскерата
Изводи се на улици, често под прозором или балконом неке куће из које извођаче посматрају укућани и њихови гости. Обично је врло слободног садржаја, често са ласцивним, па и вулгарним асоцијацијама.

### Цингареска
Цингареска је подврста маскерате у којој је младић маскиран у костим Ромкиње прориче судбину окупљеним женама (ређе мушкарцима). Развила се из једне сцене сијенске фарсе Бастијана ди Франческа Линајола, чији је главни јунак сељак, а један од споредних Ромкиња — гатара, која је толико привукла публику да су ликови даме и сељака којима гата испуштени и тако је настала прва сијенска цингареска у форми маскерате.